# Louisville and Nashville Railroad
La Louisville and Nashville Railroad (segnaletica LN), comunemente chiamata L&N, era una ferrovia di classe I che gestiva servizi di trasporto merci e passeggeri nel sud-est degli Stati Uniti d'America.
Istituita dal Commonwealth del Kentucky nel 1850, il percorso divenne una delle grandi storie di successo degli affari americani. Operando sotto un unico nome ininterrottamente per 132 anni, sopravvisse alla guerra civile, alla depressione economica e a diverse ondate di cambiamenti sociali e tecnologici. Sotto la guida di Milton H. Smith, presidente dell'azienda da trent'anni, la L&N crebbe da un percorso con meno di trecento miglia (480 km) di binari a un sistema di 6.000 miglia (9.700 km) che serviva quattordici stati. Essendo una delle principali ferrovie del Sud, la L&N estese la sua portata ben oltre le sue città omonime, estendendosi a St. Louis, Memphis, Atlanta e New Orleans. La ferrovia era economicamente forte per tutta la sua durata, operando sia treni merci che treni passeggeri in un modo che gli è valso il soprannome "il vecchio affidabile" (The Old Reliable).
La crescita della ferrovia continuò fino al suo acquisto e ai tumultuosi consolidamenti ferroviari degli anni 1980 che portarono a continui successori. Alla fine del 1970, la L&N operava 6.063 miglia (9.757 km) di percorso su 10.051 miglia (16.176 km) di binari, esclusa la Carrollton Railroad.
Nel 1971 la Seaboard Coast Line Railroad, successore della Atlantic Coast Line Railroad, acquistò il resto delle azioni della L&N che non possedeva già e la società divenne una sussidiaria. Nel 1982 l'industria ferroviaria si stava consolidando rapidamente e la Seaboard Coast Line assorbì interamente la Louisville & Nashville Railroad. Poi, nel 1986, il Seaboard System si fuse con la C&O e la B&O e il nuovo sistema unito era noto come Chessie System. Subito dopo la compagnia unita divenne CSX Transportation (CSX), che ora possiede e gestisce tutte le precedenti linee della Louisville and Nashville.